# Ensiferum
Az Ensiferum egy 1995-ben alapított finn folk-metal együttes Helsinkiből. A nevük latinul kardviselőt jelent.
Az Ensiferum trióként alakult, alapítói Markus Toivonen, Sauli Savolainen és Kimmo Miettinen. Kezdetben feldolgozásokat játszottak, majd amikor Jari Mäenpää énekes-gitáros egy évvel később csatlakozott, saját számokat is kezdtek írni. Három demó után a legfőbb finn rockzenei kiadó, a Spinefarm Records szerződtette őket, itt jelent meg az első öt nagylemezük.
Az igazi áttörést a második, Iron című album hozta meg nekik, amit Dánia fővárosában, Koppenhágában vettek föl a nagynevű producer, Flemming Rasmussen segítségével, aki többek között a Metallica harmadik lemezének (Master of Puppets) sikeréhez is jelentősen hozzájárult munkájával. Ezután azonban a meghatározó frontember, Jari Mäenpää helyére Petri Lindroos került, mert előbbi a saját zenekarával, a Wintersunnal szeretett volna tovább foglalkozni.
Az újabb nagy lépés 2013-ban következett, amikor az egyik legnagyobb metal-kiadóhoz, a Metal Blade Records-hoz szerződtek, a legutóbbi négy lemezük már itt jelent meg.

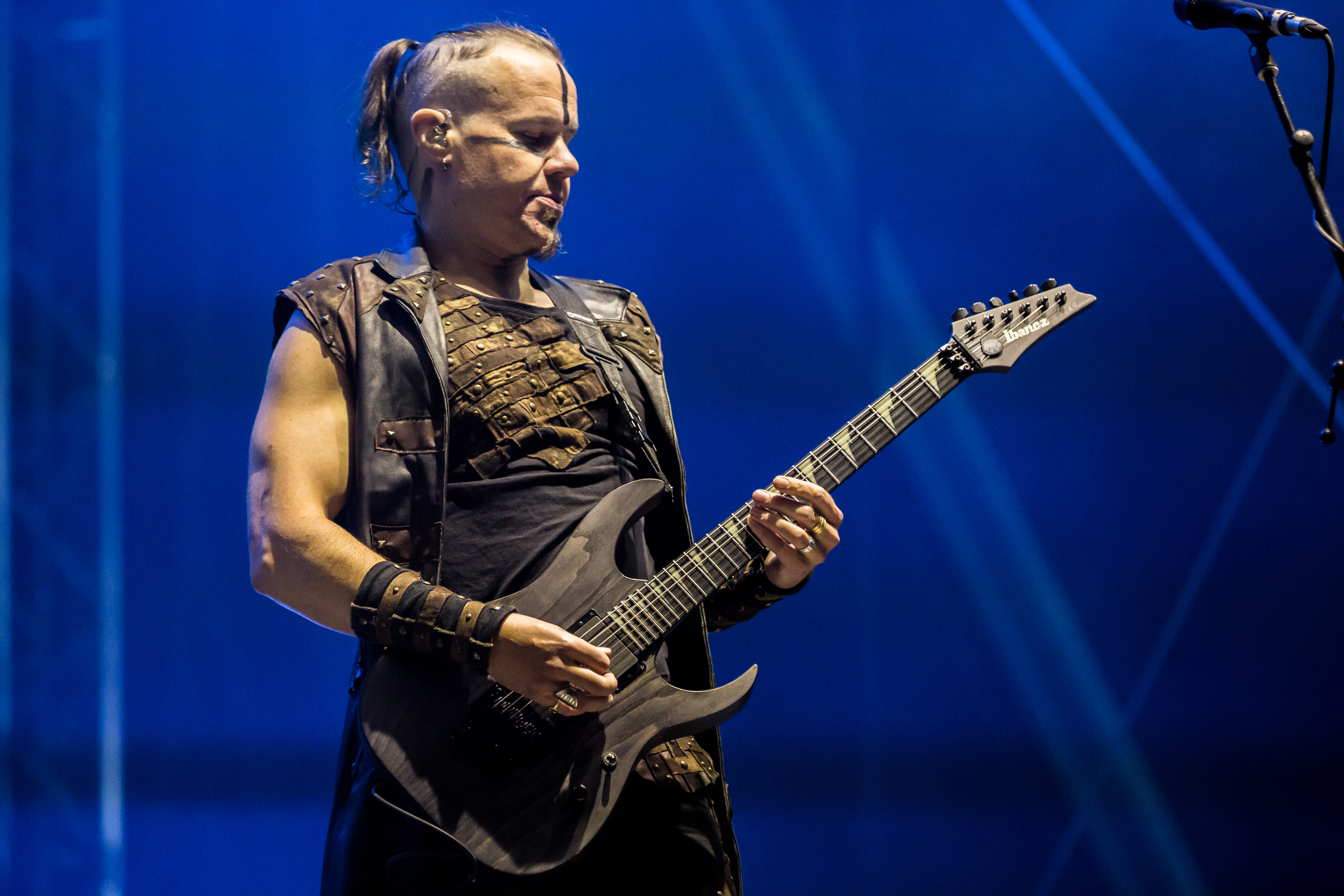
Az alapító, Markus Toivonen

## Történet

### Kezdetektől az első lemezig (1995–2002)
Az Ensiferumot Markus Toivonen gitáros, Sauli Savolainen basszusgitáros, és Kimmo Miettinen dobos alapította 1995 végén. 1995-ben Markus Toivonen gitárosként játszott barátaival egy Dark Reflections nevű zenekarban, ahol többek között Megadeth és Pantera feldolgozásokat játszottak. Ezt egy idő után azonban nem találta elég inspirálónak, mást szeretett volna csinálni, és mivel egyúttal szerette a népzenét és a dallamos death metalt is (pl. az [Amorphis]t és a [Dark Tranquillity]t), megkérdezte a zenekar dobosát, Kimmo Miettinent, hogy szeretne-e „hősies folk death metalt” játszani, aki erre igent mondott. Nem sokkal később csatlakozott hozzájuk barátjuk, Sauli Savolainen basszusgitáros, ámde az új zenekarnak még nem volt neve. Egyszer, amikor Markus éppen Saulinál volt, talált egy latin szótárt, találomra kinyitotta, és az első, véletlenszerűen kiszúrt szó az Ensiferum volt. Markus remeknek találta ezt a szót és a jelentését, és úgy döntöttek, ezt választják a zenekar nevéül.
1996 januárjában kezdtek el próbálni a helsinki Pasila Youthcenterben, ahol korábban a Dark Reflections is próbált. Még ebben az évben csatlakozott hozzájuk Jari Mäenpää mint énekes és gitáros, aki akkoriban az Immemorial tagja volt, és kreativitásával, ötleteivel sokat tett hozzá a zenekar munkájához. Első számaik a Knighthood, az Old Man és a Frost voltak, melyeket Markus 1995 és 1996 során írt, a első szövegét Markus, a másodiknek Jari, a harmadiknak Sauli írta, igaz, Jari a másik kettőbe is belejavított. Első koncertjük szintén a Pasila Youthcenterben volt 1996 decemberében, ám itt még csak az egyetlen befejezett szövegű számukat (Old Man) játszották el.

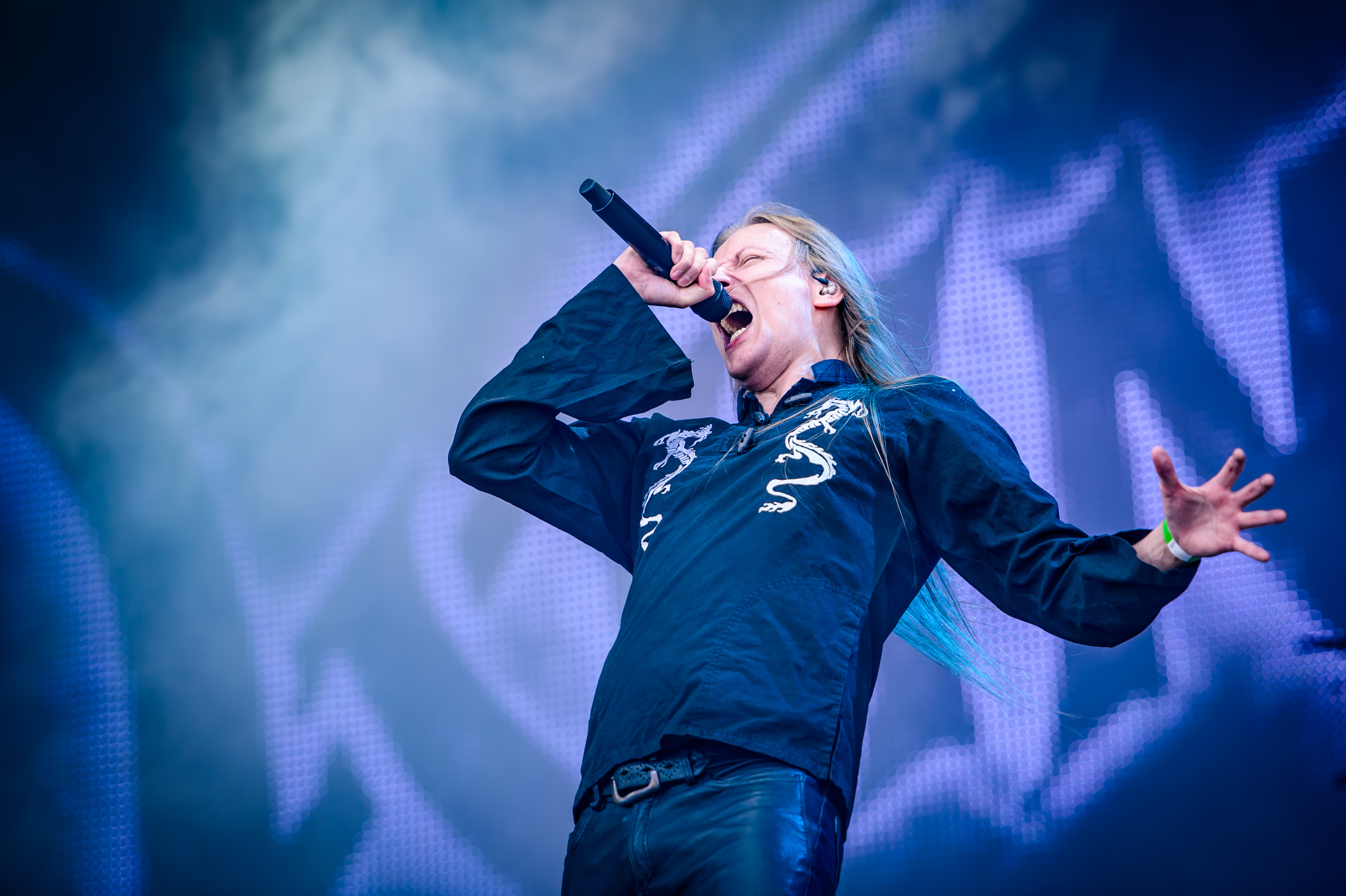
Jari Mäenpää 2018-ban

1997-ben Jari katonai szolgálatát teljesítette, így maga a zenekar leállt egy időre, ezután azonban novemberben a Kivi-Studios-ban felvették első demójukat, amelyen fent említett három szám kapott helyet.
1998-ban Kimmo Miettinen és Sauli Savolainen kilépett a zenekarból, előbbi azért, hogy csatlakozhasson az Arthemesiához, utóbbi azért, hogy a munkájára és tanulmányaira koncentrálhasson. A két új tag Oliver Fokin dobos lett, aki éppen az Arthemesiából lépett ki és Jukka-Pekka Miettinen basszusgitáros, Kimmo öccse, aki akkoriban mindössze 14 éves volt.
Az ekkortájt egy óvóhelyen próbáló zenekar ebben a felállásban rögzítette a második és a harmadik demóját 1999 januárjában, illetve novemberében, mindkettőt az MD-Studiosban. Az előbbire négy, az utóbbira öt szám került, ezek közül az utolsó (Guardians of Fate) Jari otthonában került rögzítésre, dobgéppel.
2000-ben a harmadik demó immáron jó kritikákat kapott, és meghozta a várva várt kiadói szerződést is az Ensiferumnak, melyet a finn Spinefarm Records ajánlott fel nekik. A bemutatkozó anyagot így 2000 novemberében fel is vették, erre a Sundi-Coop Studiosban került sor, a finnországi Savonlinnában. A zenekar nevét kapó lemezen vendégként szerepelt Trollhorn, azaz Henri Sorvali is a Moonsorrowból, de női ének (Johanna Vakkuri) és kantele (Marita Toivonen) is helyet kapott rajta. A lemez végül 2001-ben jelent meg, és rendkívül jó fogadtatásban részesült. Ekkoriban csatlakozott hozzájuk egy szintetizátoros, Meiju Enho is.

### A nagy sikerű második lemez (2003–2005)

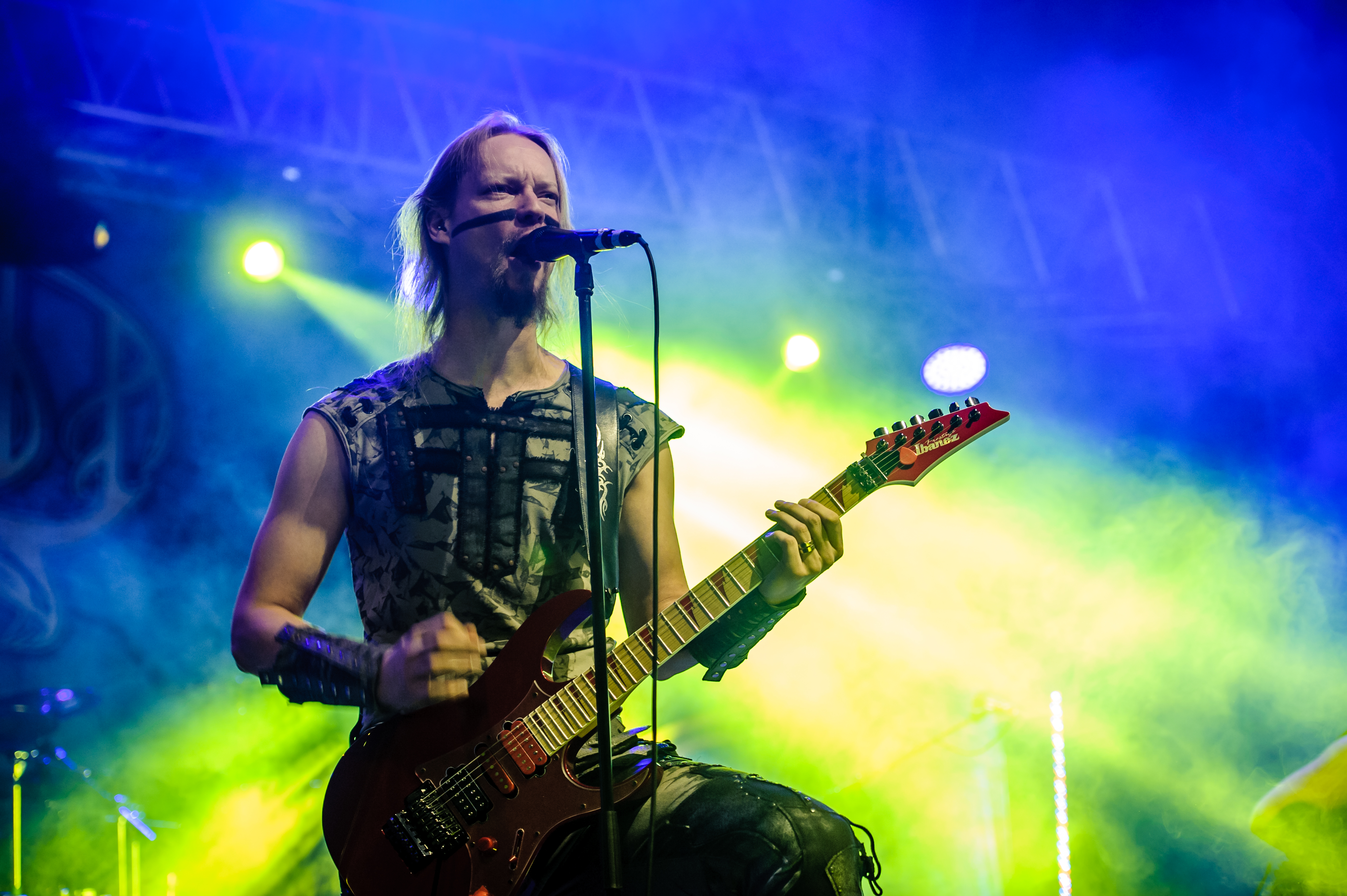
Petri Lindroos

2003 nyarán a zenekar Koppenhágába utazott, hogy ott vegyék föl a második lemezüket a Sweet Silence Studios-ban és Flemming Rasmussennek dolgozhassanak együtt, aki olyan lemezeket segített produceri munkájával a sikerhez, mint a Metallica második (Ride the Lightning) és harmadik (Master of Puppets) nagylemeze.
A felvételek után rossz hírt kellett közöljön a zenekar: Jari Mäenpää már nem volt többé tagja az Ensiferumnak, mert a saját zenekarával (Wintersun) szeretett volna foglalkozni. Helyére Petri Lindroos került, aki korábban a Norther frontembere volt. Ezek után nem sokkal Jukka-Pekka Miettinen és Oliver Fokin is kilépett, az új tagok Sami Hinkka basszusgitáros és Janne Parviainen dobos lettek. Sami korábban egy Rapture nevű zenekarban, Janne sok más mellett a Barathrumban muzsikált.
Az Iron című lemez viszont nagy siker lett, és jóval megnövelte az Ensiferum népszerűségét: a megjelenést (2004. április 15.) rögtön egy Európa-turné követte.

### A befutott zenekar (2006–2012)

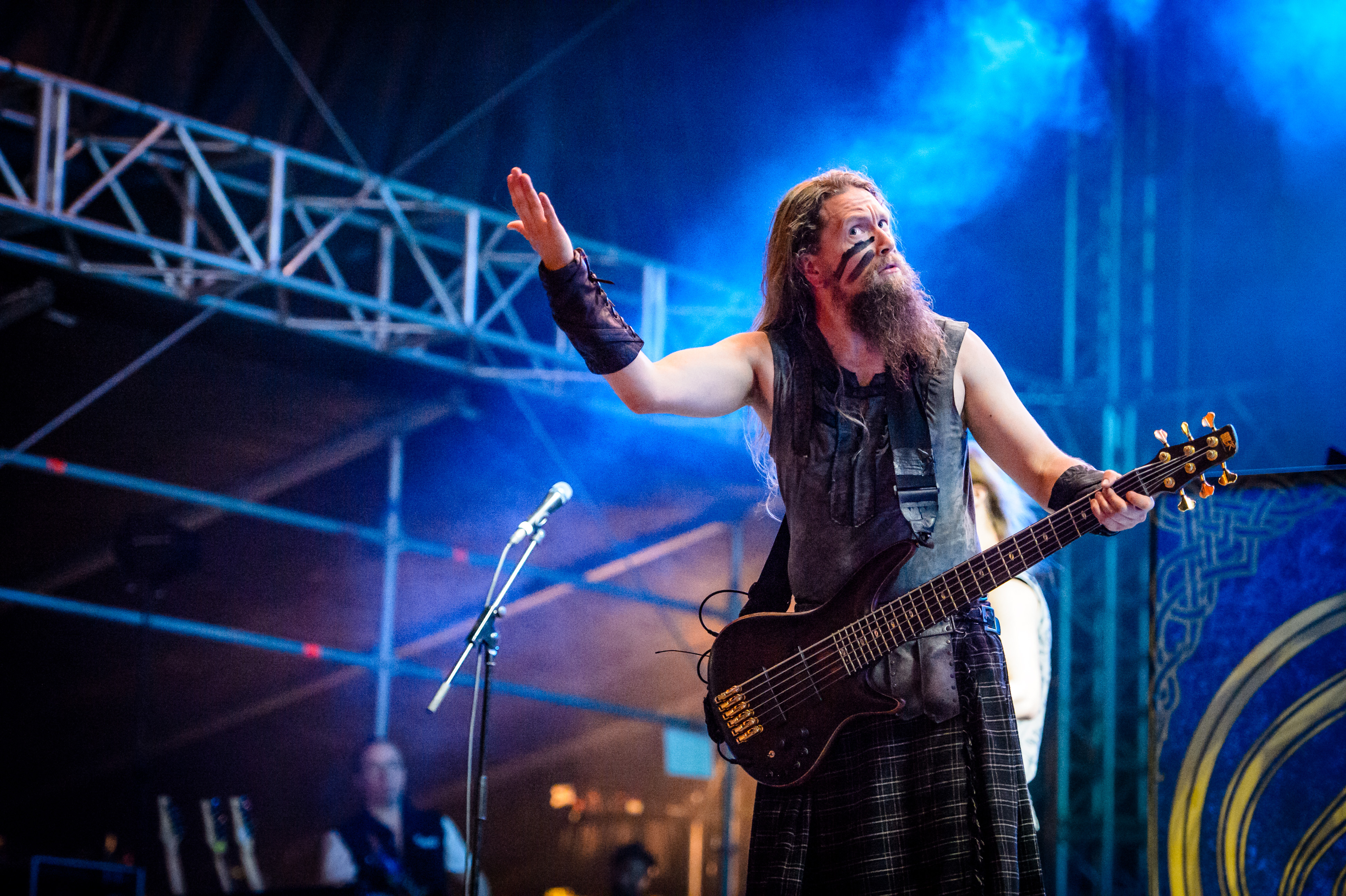
Sami Hinkka

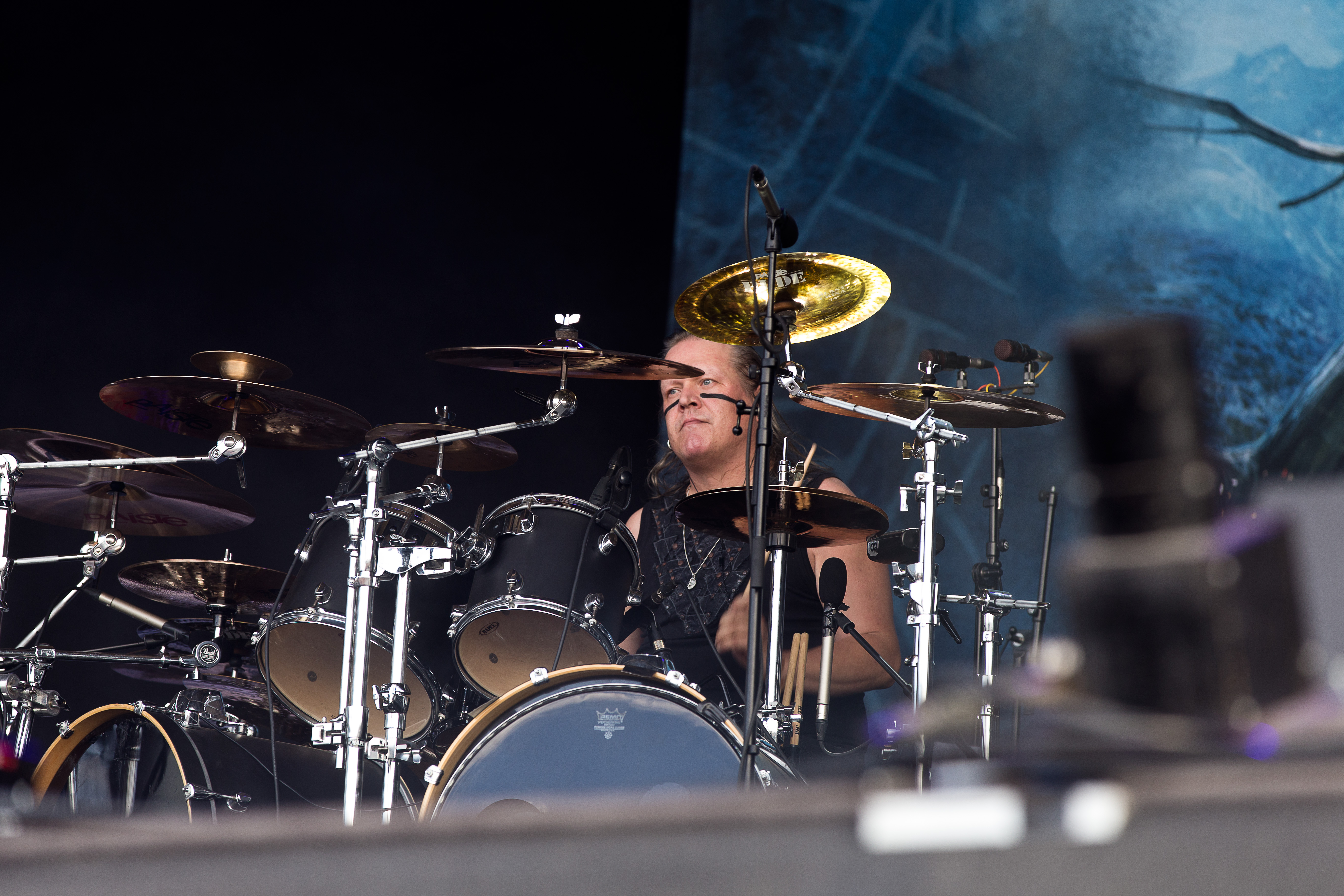
Janne Parviainen

2006-ban megjelent a zenekar eddigi egyetlen DVD-je, melyet 2005. december 31-én rögzítettek mint 10 éves születésnapi koncertet, ahol is vendégként szerepelt Kaisa Saari (aki a zenekar több lemezén is hallható), illetve Ville Tuomi, aki az Amorphis-feldolgozást (Into Hiding) énekelte.
Még ugyanebben az évben megjelent egy EP is, az első kiadvány az új tagsággal, amelyen a demós időszakból származó számok újra felvett verziói kaptak helyet, továbbá egy új szám, a címadó Dragonheads és a már említett Amorphis-feldolgozás, az Into Hiding.
Szintúgy 2006-ban vonultak a Helsinkiben található Sonic Pump Studios falai közé, hogy fölvegyék a harmadik sorlemezüket, Nino Laurenne producerrel. A már 2007-ben megjelent a Victory Songs az addigiaknál is dallamosabb zenét hozott, sokféle akusztikus és népi hangszer felvonultatásával, mint például a kantele, a duda, a nyckelharpa, vagy a hagyományos kelta dob, a bodhran.
Nem sokkal később azonban, hat év közös zenélés után elhagyta a zenekart Meiju Enho szintetizátoros, akinek a helyére Emmi Silvennoinen érkezett. 2008-ban már az Ensiferum volt a főzenekar a Paganfest turnén, ahol együtt koncerteztek a feröeri Týrrel, a svájci Eluveitie-vel és a szintén finn Moonsorrow-val, bizonyos helyeken pedig a Korpiklaanival és a Turisas-szal is.
A 2009-es év új lemezt hozott, a sorjában negyedik From Afart, melyet szintén a Spinefarm Records adott ki. A producer a Nightwish-sel is dolgozó Tero Kinnunen és a Victory Songs-ot segítő Janne Joutsenniemi volt. A felvételek Hollolában, a Petrax stúdióban készültek 2009-ben. A lemez utáni koncertezés során az első alkalommal eljutottak Ausztráliába, Dél-Afrikába, Kínába és Közép-Amerikába is.
A következő nagylemezre 2012-ig kellett várni. Ez év tavaszán az Ensiferum ismét a Petrax stúdióban vette föl Hiili Hiilesmaa segítségével az aktuális anyagot, amely végül az Unsung Heroes címet kapta, és augusztus 24-én jelent meg.

### Új kiadó, analóg hangzás (2013-2019)

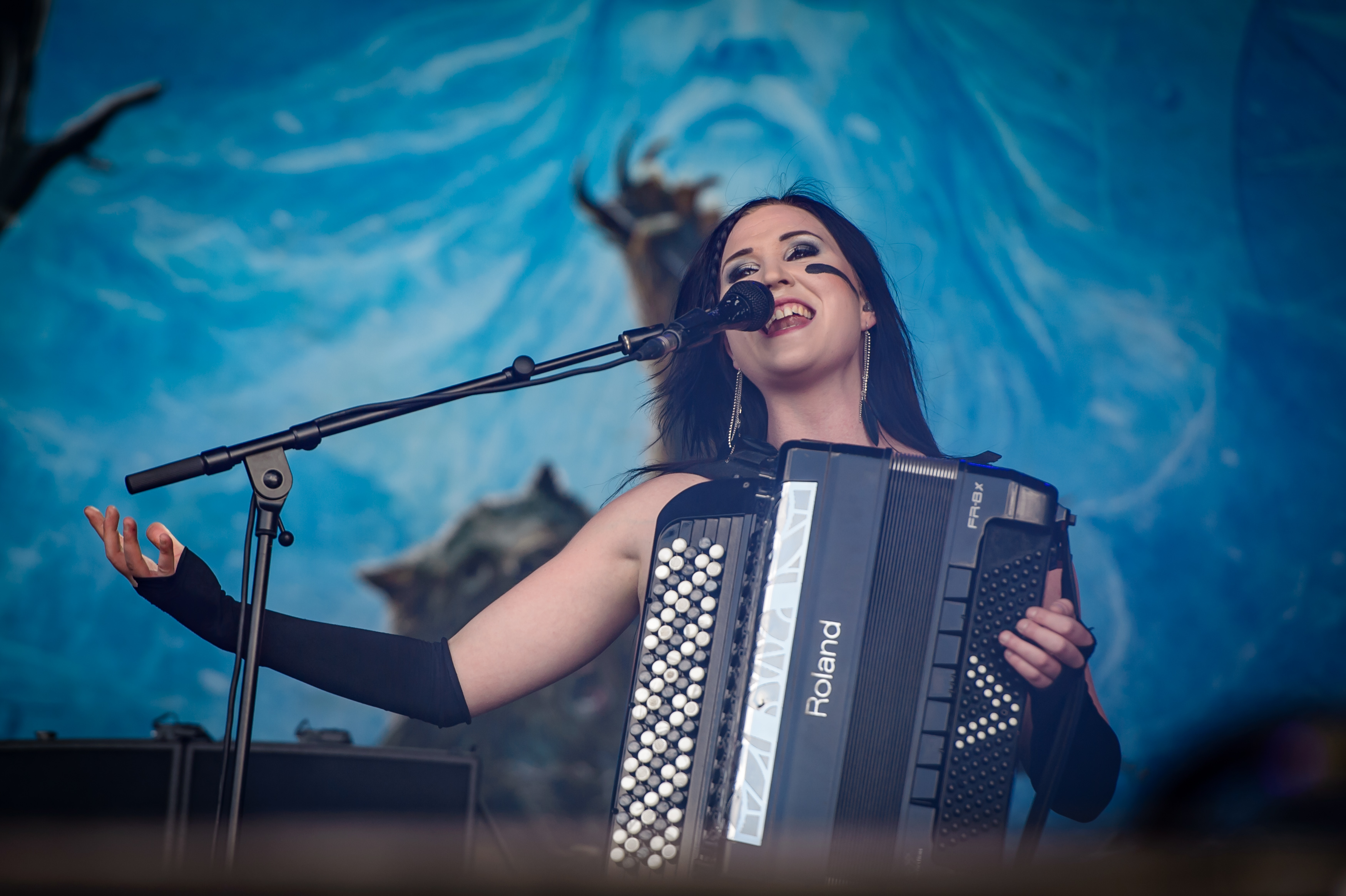
Netta Skog

2013-ban bejelentették, hogy az Ensiferum az egyik legnagyobb metal-zenei kiadóhoz, a Metal Blade Records-hoz szerződött.
A következő kiadvány felvételei 2014 őszén zajlottak az Astia Studios-ban, Anssi Kippo vezérletével, aki korábban többek között a Children of Bodommal és a Northerrel is dolgozott együtt. Ezzel a lemezzel az volt a céljuk, hogy az analóg technikával és az élőben való feljátszással egy jobb, természetesebb hangzást, és az élő zene energiáját sikerüljön rögzíteni. Ezért, bár használtak számítógépeket, az anyagot a lehető leginkább analóg technikával készítették el. A borítót a metal-szakmában már ismert és elismert magyar grafikus, Havancsák Gyula készítette. A One Man Army címet kapott album végül 2015. február 20-án jelent meg.
2016 tavaszán Emmi Silvennoinen családi okok miatt elhagyta az Ensiferumot, helyére a korábbi Turisas-tag, Netta Skog került, aki az előző évben már többször helyettesítette is Emmit. Ő nem mellesleg nem szintetizátoron, hanem digitális harmonikán játszik, és jelentős mértékben hozzájárult a következő kiadvány, a Two Paths elkészüléséhez.
Az újabb, ezidáig utolsó nagylemez, a 2017. szeptember 15-én kiadott Two Paths felvételei szintén az Astia Studios-ban történtek, szintén Anssi Kippo segítségével, 2017 tavaszán. Itt az előző anyagon megkezdett utat járták tovább, és még inkább az élő és analóg hangzás maximalizálására törekedtek, például az egész zenekar együtt játszott, amikor a dobokat vették föl, és nem használtak metronómot sem. A keverés is szintén analóg technikával történt.
Nem sokkal a megjelenés után, 2017 decemberében, Netta Skog kilépett a zenekarból. Hogy miért, azt ekkor nem részletezték, később azonban kiderült, hogy ennek egy komoly betegség volt az oka.
A 2016-os finnországi akusztikus koncertek sikerét látva, az Ensiferum 2018 decemberében – fennállása során először – akusztikus Európa-turnéra indult.

### Thalassic és Winter Storm (2020-tól)
2020 elején Netta Skog helyére új billentyűs érkezett Pekka Montin személyében, július 10-én pedig megjelent a Thalassic című nyolcadik lemez, melyet ezúttal újra a hollolai Petrax Stúdióban és a helsinki Sonic Pump stúdióban vettek föl, a borító, miként az előző két esetben, ismét csak Havancsák Gyula munkája.
A Thalassic az első és ezidáig egyetlen olyan Ensiferum-anyag, melynek átfogó tematikája van. Sami Hinkka, a szövegek írója a dalok demóinak hallgatása közben azt vette észre, hogy mindegyikről valamiképpen egy tengerpart jutott az eszébe, így jutott arra, hogy a szövegek mind vizes témákhoz kapcsolódjanak. Ezért elkezdett ilyen történetek, mítoszok iránt érdeklődni, olvasni, hogy inspirációt gyűjtsön: így jutott el az Androméda-mítoszhoz, vagy a Kalevala egyes részeihez.
2024 júniusában először az új lemez címe (Winter Storm) és borítója, majd róla az első szám és videóklip (Winter Storm Vigilantes) vált nyilvánossá. A szövegek az előbb említett basszusgitáros Sami egy (egyelőre még kiadatlan) könyvén alapszanak, mely egy fantasy történet a Vigilantes (Virrasztók) és a North Folk (Északi Nép) harcáról. A Winter Storm október 18-án jelent meg.

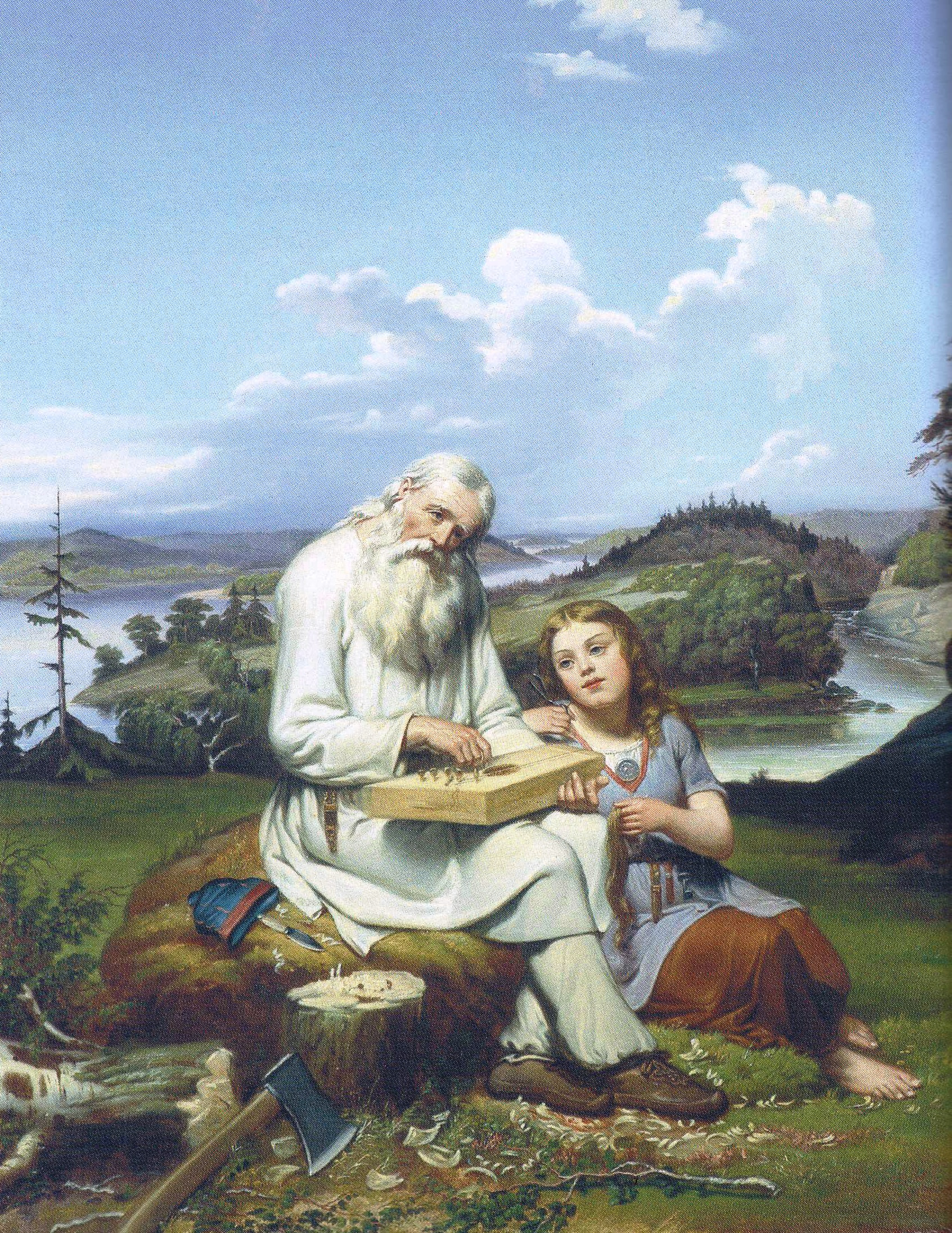
Väinämöinen kantelét készít (J. Z. Blackstadius, 1851. Ez az első festmény Väinämöinenről.)

## Zenei stílus és szövegvilág

### Zenei stílus
Az Ensiferum a saját stílusát „hősies folk metal”-ként határozza meg, legfőbb hatásukként pedig olyan zenekarokat említenek, mint az Amorphis, a Dark Tranquillity, a Storm, a népzene, továbbá a Judas Priest és az Iron Maiden. Zenéjükben szembetűnő a dallamosság, ami egyaránt jelenthet éneklést és hagyományos vagy akusztikus hangszerekkel (pl. kantele) való előadást is. Emellett jelen vannak a folk-metal jellemző stílusjegyei is (károgó ének, torzított gitárok, duplázó, stb.). Fontos megjegyezni, hogy sem a finnek nem voltak vikingek, sem az Ensiferum nem játszik viking metalt.

### Szövegvilág
A szövegek többnyire férfias, harcias jellegűek, csatákról és mítoszokat idéző történetekről szólnak. Sokat merítenek finn folklórból, esetenként akár Kalevala-idézeteket használva (lásd pl. a Heathen Throne első és második része a From Afaron, az In my Sword I Trust az Unsung Heroes-on, vagy a Way of the Warrior a Two Paths-on), de felbukkant már idézet a Verses Eddából is, mégpedig a Heathen Horde című számban (a One Man Army lemezen).

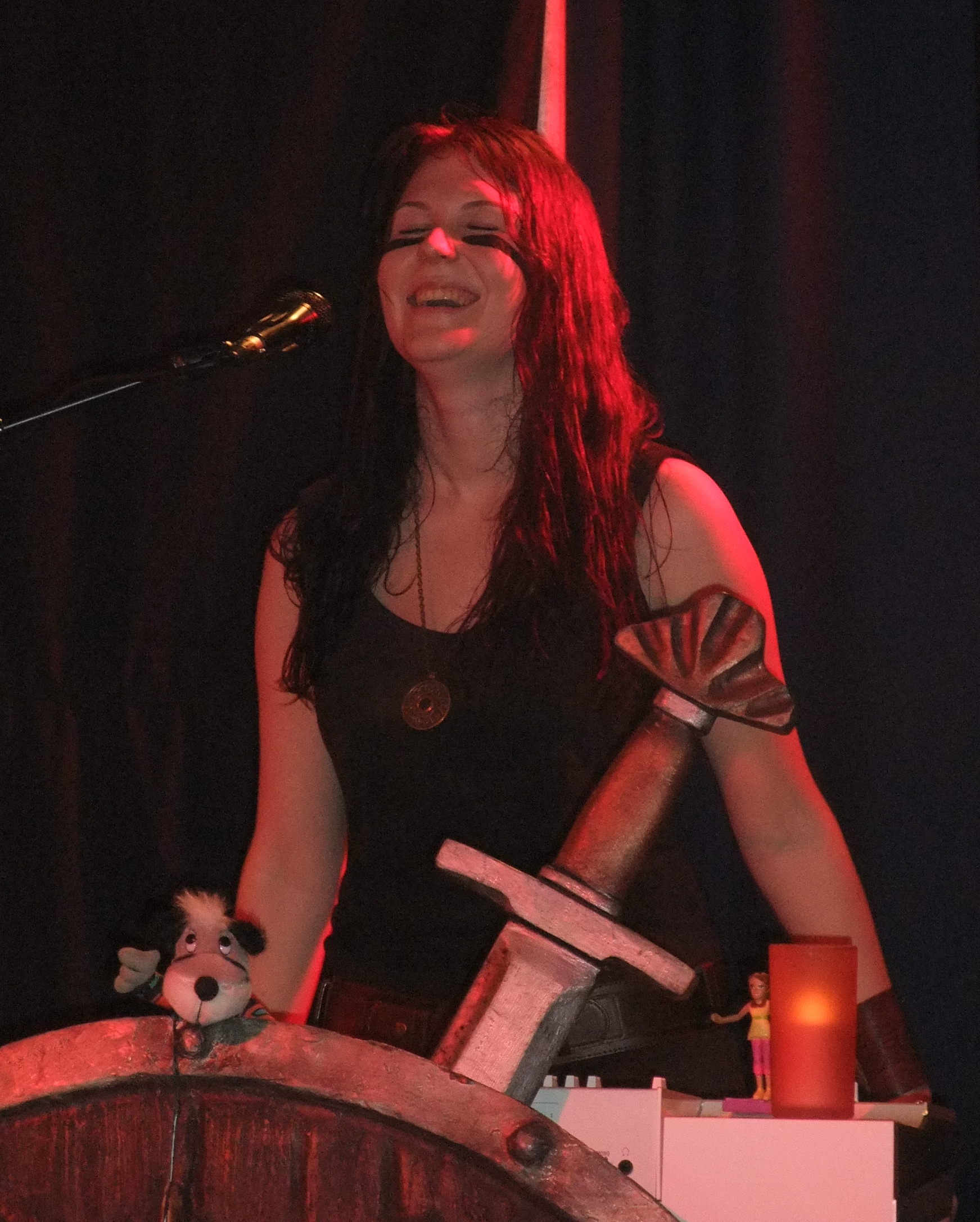
Emmi Silvennoinen 2009-ben, egy londoni koncerten

## Tagok

### Jelenlegi
- Petri Lindroos – ének, gitár (2004–)
- Markus Toivonen – gitár, ének (1995–)
- Sami Hinkka – basszusgitár, ének (2004–)
- Janne Parviainen – dob (2005–)
- Pekka Montin  – szintetizátor (2020–)

### Korábbi
- Kimmo Miettinen – dob (1995–1998)
- Sauli Savolainen – basszusgitár (1995–1998)
- Jari Mäenpää – ének, gitár (1996–2004)
- Jukka-Pekka Miettinen – basszusgitár (1998–2004)
- Oliver Fokin – dobok (1998–2005)
- Meiju Enho – szintetizátor (2001–2007)
- Emmi Silvennoinen – szintetizátor, ének (2009–2016)
- Netta Skog – harmonika (2016–2017)

### Koncertzenészek
- Emmi Silvennoinen – szintetizátor (2007-2009, 2017)
- Jukka-Pekka Miettinen – gitár/ének (2008); basszusgitár/ének (2013)
- Netta Skog – harmonika (2015–2016)
- Laura Dziadulewicz – ének (2018–2019)

## Diszkográfia

### Nagylemezek
| Év   | Album         | Listás helyezések | Listás helyezések | Listás helyezések | Listás helyezések | Listás helyezések | Listás helyezések | Kiadó       |
| Év   | Album         | [ 37 ]            | [ 38 ]            | [ 39 ]            | [ 40 ]            | [ 41 ]            | [ 42 ]            | Kiadó       |
| ---- | ------------- | ----------------- | ----------------- | ----------------- | ----------------- | ----------------- | ----------------- | ----------- |
| 2001 | Ensiferum     | –                 | –                 | –                 | –                 | –                 | –                 | Spinefarm   |
| 2004 | Iron          | 17                | –                 | –                 | –                 | –                 | –                 | Spinefarm   |
| 2007 | Victory Songs | 6                 | 37                | –                 | –                 | –                 | –                 | Spinefarm   |
| 2009 | From Afar     | 9                 | 25                | 64                | –                 | –                 | 57                | Spinefarm   |
| 2012 | Unsung Heroes | 3                 | 15                | 27                | –                 | –                 | 25                | Spinefarm   |
| 2015 | One Man Army  | 1                 | 15                | 37                | 175               | –                 | 24                | Metal Blade |
| 2017 | Two Paths     | 4                 | 9                 | 35                | 128               | 29                | 18                | Metal Blade |
| 2020 | Thalassic     | 1                 | 3                 | 26                | 186               | 28                | 5                 | Metal Blade |
| 2024 | Winter Storm  | 4                 | 19                | 22                | –                 | –                 | 11                | Metal Blade |

### EP-k
- Dragonheads (2006)
- Suomi Warmetal (2014)
- The Live Path (2017)

### Kislemezek
- Tale of Revenge (2004)
- Deathbringer from the Sky (2007)
- One More Magic Potion (2007)
- From Afar (2009)
- Stone Cold Metal (2010)
- Burning Leaves (2012)

### DVD-k
- 10th Anniversary Live (2006)
- Ensiferum Acoustic Live @ On The Rocks (A Two Paths limitált verziójához, 2017)

### Válogatások
- 1997-1999 (2005)
- Two Decades of Greatest Sword Hits (2016)
- Victory Songs + From Afar (2017)

### Demók
- Demo I (1997)
- Demo II (1999)
- Hero in a Dream (1999)

## Videóklipek
- Ahti (2007)
- From Afar (2009)
- Twilight Tavern (2009)
- One More Magic Potion (2010)
- In My Sword I Trust (2012)
- One Man Army (2015)
- Way of the Warrior (2017)
- For Those about to Fight for Metal (2019)
- Rum, Women, Victory (2020)
- Andromeda (2020)
- For Sirens (2020)
- Run from the Crushing Tide (2021)
- Winter Storm Vigilantes (2024)
- Long Cold Winter of Sorrow and Strife (2024)
- Fatherland (2024)
- The Howl (2025)
- Victorious (2025)

## Feldolgozások

### Felvett
- Amorphis – Into Hiding (A Dragonheads EP-n, a 10th Anniversary Live DVD-n, továbbá az Ensiferum és a Victory Songs egyes verzióin)[7][8][43][44]
- Karjalan Kunnailla (finn népdal) (A Dragonheads EP-n, a Finnish Medley első része)[8]
- Lasse Mårtenson – Myrskyluodon Maija (A Dragonheads EP-n, a Finnish Medley középső része)[8]
- Sibelius – Metsämiehen Laulu (A Dragonheads EP-n, a Finnish Medley befejező része)[8]
- Metallica – Battery (A Tale of Revenge kislemezen és az Iron egyes verzióin)[45][46]
- Uriah Heep – Lady in Black (A One More Magic Potion kislemezen és a Victory Songs egyes verzióin, továbbá a Suomi Warmetal EP-n)[44][47][48]
- Judas Priest – Breaking the Law (Az Ensiferum című lemez digipack verzióján, és a Stone Cold Metal kislemezen, továbbá a Suomi Warmetal EP-n)[43][48][49]
- Nordman – Vandraren (A From Afar limitált verzióján)[50]
- Iron Maiden – Wrathchild (A Burning Leaves kislemezen, továbbá a Suomi Warmetal EP-n, és az Unsung Heroes japán verzióján)[9][48][51]
- Gipsy Kings – Bamboleo (Az Unsung Heroes limitált és japán verzióján)[9]
- Barathrum – Warmetal (A Suomi Warmetal EP-n és a One Man Army egyes verzióin)[11][48]
- Ned Washington – Rawhide (A One Man Army egyes verzióin)[11]
- Petri Keinonen – Merille lähtevä (A Thalassic egyes verzióin)[26]
- The Lollipops – I'll Stay By Your Side (A Thalassic egyes verzióin)[26]
- Jon English – Six Ribbons (A Winter Storm "Special Edition" verzióján)[52]
- Kaoma – Lambada (A Winter Storm "Special Edition" verzióján)[52]

### Csak élőben játszott
- ABBA – Gimme! Gimme! Gimme![53]
- Black Sabbath – Black Sabbath[53]
- Frederik – Tsingis Khan[53]
- Irwin Goodman – Rentun Ruusu[53]
- Guns N’ Roses – Sweet Child o'Mine[53]
- David Hasselhoff – Looking for Freedom[53]
- Iron Maiden – Run to the Hills[53]
- Iron Maiden – The Trooper[53]
- Manowar – Battle Hymn[53]
- Matti ja Teppo – Näitä polkuja tallaan[7]
- Metallica – Enter Sandman[53]
- Metallica – Fight Fire with Fire[53]
- Mildred J. Hill & Patty Hill – Happy Birthday to You[53]
- Napalm Death – You Suffer[53]
- Gioachino Rossini – Tell Vilmos (nyitány)[53]
- Kari Tapio – Olen suomalainen[53]
- W.A.S.P. – I Wanna Be Somebody[53]
- John Williams – Star Wars: Main Title[53]
- Stevie Wonder – I Just Called to Say I Love You[53]
- Szamárinduló[53]

## Turnék
| - European Tour 2004 (2004–2005) - European Tour 2005 (2005–2006) - Wacken Road Show (2006–2007) - European Tour Towards Victory 07 (2007) - Eastern Canada Tour (2007) - Paganfest European Tour 2008 (2008) - Paganfest USA Tour 2008 (2008) - North American Tour (2008) - The Summer Slaughter Tour 2009 (2009) - European Tour 2009 (2009) - Tour From Afar – USA (2009) - Australia/China/Taiwan Tour (2010) - Heidenfest 2010 (2010) | - South Africa Tour (2010) - The Finnish Metal Tour 2 (2011) - COB The Ugly World Tour (2011) - Metalfest Open Air Tour 2012 (2012) - Unsung Heroes Finland Tour (2012) - Bearers Of The Sword Tour 2012 (2012) - Unsung Heroes Australian Tour 2013 (2013) - Paganfest America Part IV (2013) - South America Tour 2013 (2013) - Heidenfest 2013 (2013) - Finland Tour Winter 2013 (2013) - Unsung Heroes Tour France 2014 (2014) - One Man Army Tour 2015 (2015) | - US / Canada Tour 2015 (2015) - Folk Fest (2015) - Warrior Without A War (2015) - Children of Bodom + Ensiferum & Medeia (2015) - Acoustic shows in Finland (2016) - Burden Of The Fallen Tour (2016) - Return Of The One Man Army (2016) - Acoustic shows in Finland (2016) - MTV's Headbangerball Tour 2016 (2016) - Path To Glory Tour 2018 (2018) - Ensiferum Acoustic (2018) - Path To Glory North American Tour (2019) |

### Magyarországi koncertek

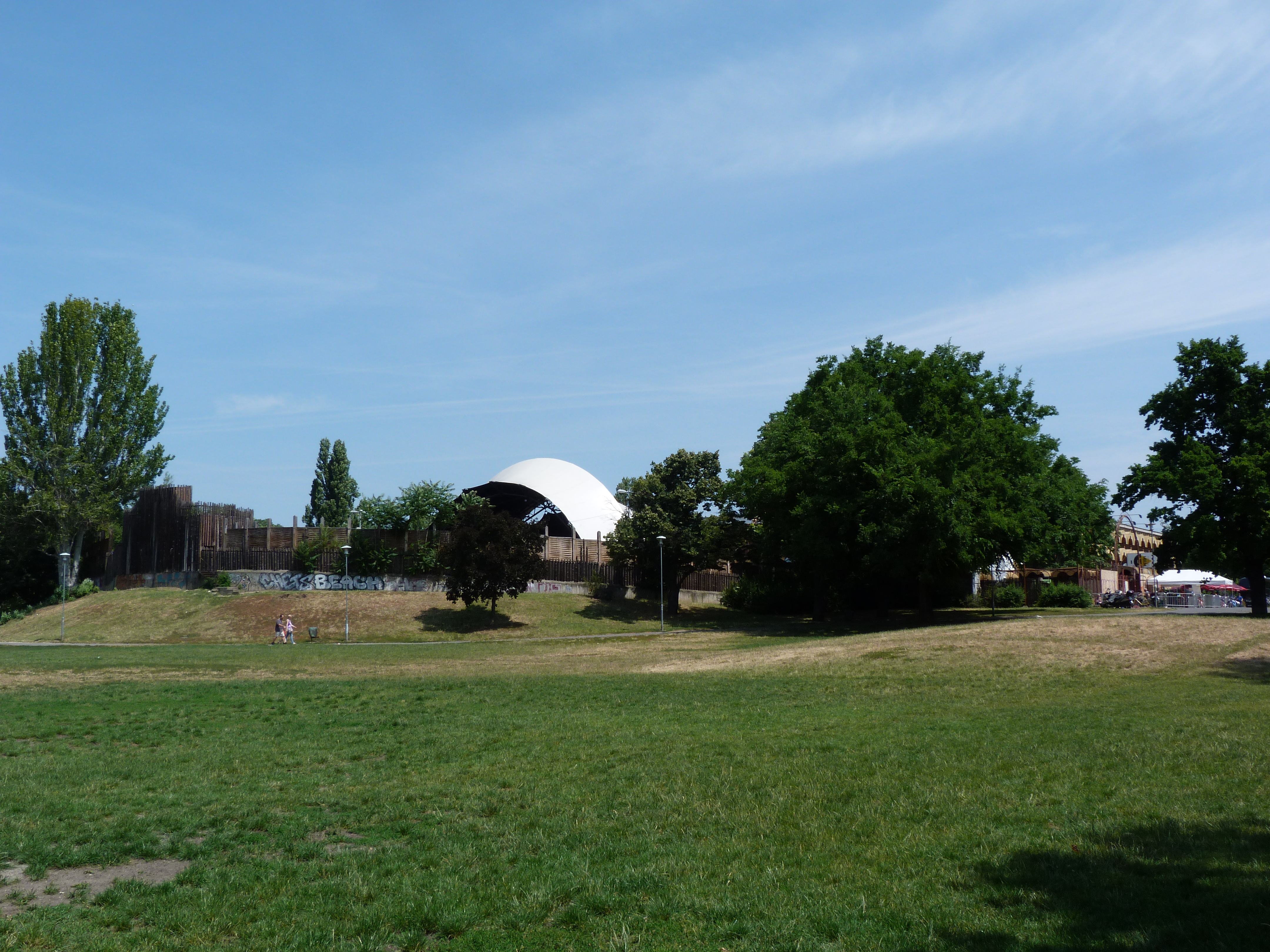
A Petőfi Csarnok és környezete, a Városliget

Az Ensiferum rendszeresen koncertezik Magyarországon is, eddig 18-szor jártak nálunk, először 2004-ben, az Iron megjelenését követő Európa-turné keretében.
| Időpont              | Helyszín           | Város         |
| -------------------- | ------------------ | ------------- |
| 2004. április 27.    | Mega Pub           | Budapest      |
| 2006. augusztus 15.  | Sziget Fesztivál   | Budapest      |
| 2007. április 21.    | Petőfi Csarnok     | Budapest      |
| 2007. december 11.   | Wigwam             | Budapest      |
| 2008. április 14.    | Petőfi Csarnok     | Budapest      |
| 2010. július 8.      | Rockmaraton        | Pécs          |
| 2010. szeptember 29. | Wigwam             | Budapest      |
| 2011. április 22.    | Petőfi Csarnok     | Budapest      |
| 2012. október 7.     | Club 202           | Budapest      |
| 2013. június 29.     | Hegyalja Fesztivál | Tokaj–Rakamaz |
| 2014. július 25.     | RockPart           | Balatonszemes |
| 2015. március 15.    | Barba Negra        | Budapest      |
| 2016. április 10.    | Barba Negra        | Budapest      |
| 2016. december 19.   | Barba Negra        | Budapest      |
| 2018. május 8.       | Barba Negra Track  | Budapest      |
| 2018. december 5.    | Dürer Kert         | Budapest      |
| 2022. április 17.    | Barba Negra Track  | Budapest      |
| 2023. november 1.    | Dürer Kert         | Budapest      |

### Hivatalos
- Weblap
- BandCamp
- YouTube
- FaceBook
- Instagram
- Online bolt
- iTunes
- Spotify
- Deezer
- Twitter
- Adatlap a Metal Blade honlapján

### Nem hivatalos
- Metal Archives adatlap

### Kapcsolódó honlapok és szócikkek
- Jari Mäenpää
- Spinefarm Records
- Metal Blade Records
- Havancsák Gyula FaceBook oldala

### Kapcsolódó zenekarok
- Arthemesia
- Barathrum
- Cadacross
- Finntroll
- Lost Alone
- Mamyth
- Moonsorrow
- Norther
- Sinergy
- The Mist from the Mountains
- Turisas
- Waltari
- Wintersun